# Hegymegett
Hegymegett (románul: După Deal), falu Romániában, Maros megyében.

## Története
Kutyfalva község része. A trianoni békeszerződésig Kolozs vármegye Tekei járásához tartozott.

## Népessége
1966-ban 108, 1977-ben 21 lakosa volt. Ebből 108, illetve később 21 román nemzetiségű. Mára a település elnéptelenedett.